# Кошмары (фильм)
«Кошмары» (англ. Come True — Стать реальным) — фантастический хоррор Энтони Скотта Бёрнса, который также выступил оператором, сценаристом и композитором. В главных ролях — Джулия Сара Стоун и Лэндон Либуарон. Премьера состоялась 30 августа 2020 года на кинофестивале Fantasia в Монреале. Фильм получил положительные отзывы кинокритиков ― 86 % свежести на основе 86 рецензий.

## Сюжет
После того как 18-летняя Сара сбегает из родного дома, ей приходится спать где придется: детская площадка, запертая кабинка женского туалета, место за столиком в кафе, за школьной партой. Несмотря на частый сон в разных местах, выспаться ей не удаётся — странные пугающие образы, повторяющиеся из сна в сон, заставляют ее внезапно пробуждаться. Случайно наткнувшись на объявление Института изучения сна, о наборе добровольцев за 12 долларов в час, Сара решает откликнуться на него.
Всего шестеро добровольцев: четыре мужчины (некоторые уже не в первый раз) и две девушки. Изучение сна будет проводиться ночью — добровольцы с подключенные датчиками будут спать, а исследователи во главе с доктором Майером наблюдать за фазами сна, пытаясь выявить общие закономерности. Исследователи института выделяют несколько фаз сна:
- фаза 1 — «засыпание». Снижение активности между бодрствованиями. Пациента можно разбудить без труда, но человек, разбуженный на этой стадии, будет чувствовать себя так, будто вовсе не спал;
- фаза 2 — происходит сокращение мышц и их расслабление, замедление сердечного ритма, снижение температуры тела;
- фаза 3 и 4 — «медленный сон». Если разбудить пациентов сейчас, они будут дезориентированы на некоторое время.
- фаза быстрого сна — фаза сна, характеризующаяся повышенной активностью головного мозга.

Утром наблюдаемые должны пройти небольшой опрос: вопросы о сновидениях, ассоциациях, которые у них возникают при взгляде на демонстрируемые исследователями снимки, общее самочувствие. После первой ночи Сара наконец-то почувствовала себя отдохнувшей и выспавшейся. Казалось, кошмары позади и все постепенно приходит в норму, однако чёрно-белые снимки, показанные Саре утром исследователями при проведении опроса, неожиданно вызывают у последней паническую атаку. Придя в себя, Сара решает прекратить эксперимент и убегает из Института изучения сна. Джереми, сотрудник Института, делает попытку ее вернуть, рассказывая о снимках и приборах, к которым подключены добровольцы, надеясь на то, что Сара вернется и эксперимент будет продолжен. На самом деле, при помощи этого прибора, подключенному к датчикам на пациенте, исследователи могут визуализировать сны в черно-белом формате. Сны Сары и ее дальнейшее участие очень важны и для института и лично для Джереми, как создателя этого прибора. Тем временем в институте над другими подопытными продолжаются эксперименты, в результате которых пациенты начинают видеть в своих снах человекоподобные тени, которые ранее уже видела Сара. Взаимная симпатия между ними и последующий откровенный разговор приводят к соитию, в процессе которого Сара резко отключается, и Джереми приходится вызвать скорую помощь, после чего они вместе едут в больницу. В ожидании результатов осмотра врачами Сары Джереми засыпает. При пробуждении он обнаруживает, что Сара покинула свою палату. Он находит её на подземной парковке, понимает, что девушка идет куда-то во сне, и звонит своей коллеге Аните для поддержки. Вместе они сопровождают спящую Сару, параллельно наблюдая видимые ею образы на экране подключенного к девушке аппарата. Когда они заходят куда-то в чащу за городом, Сара просыпается, однако человекоподобные тени с горящими глазами материализуются в реальном мире и забирают Аниту и Джереми. Сара остается одна, однако, как только ее накрывает темнота, она обнаруживает себя в квартире Джереми. Он мёртв, сама Сара испачкана в крови. Она направляется в ванную и в зеркале видит у себя вампирские клыки. На крышке унитаза в это время лежит телефон, его экран загорается, и на нём высвечивается сообщение о том, что Сара уже 20 лет находится в коме, и учёные в реальном мире с помощью новых технологий пытаются до неё достучаться.

## Символизм
Весь фильм поделен на главы, каждая обладает соответствующим названием архетипов личности согласно работам швейцарского психолога Карла Юнга: «Персона», «Анима и Анимус», «Тень», «Самость». Таким образом, главная героиня фильма, Сара, находясь в коме, проходит через развитие своего внутреннего «я», изменяющегося от ступени к ступени.

## В ролях
- Джулия Сара Стоун — Сара
- Лэндон Либуарон — Джереми
- Карли Риски — Анита
- Кристофер Хизерингтон — доктор Майер
- Каролин Бузанко — Эмили
- Тиффани Хельм — старая женщина
- Тедра Роджерс — Зои
- Брэндон ДеВин — Майкл
- Остин Бэйкер — Уилл